# Castelnau d'Auzan Labarrère
Castelnau d'Auzan Labarrère is een gemeente in het Franse departement Gers (regio Occitanie). De plaats maakt deel uit van het arrondissement Condom. Castelnau d'Auzan Labarrère is op 1 januari 2016 ontstaan door de fusie van de gemeenten Castelnau-d'Auzan en Labarrère. De gemeente telde 1.185 inwoners op 1 januari 2022.

## Geografie
De oppervlakte van Castelnau d'Auzan Labarrère bedroeg op 1 januari 2022 56,78 vierkante kilometer; de bevolkingsdichtheid was toen 20,9 inwoners per km².

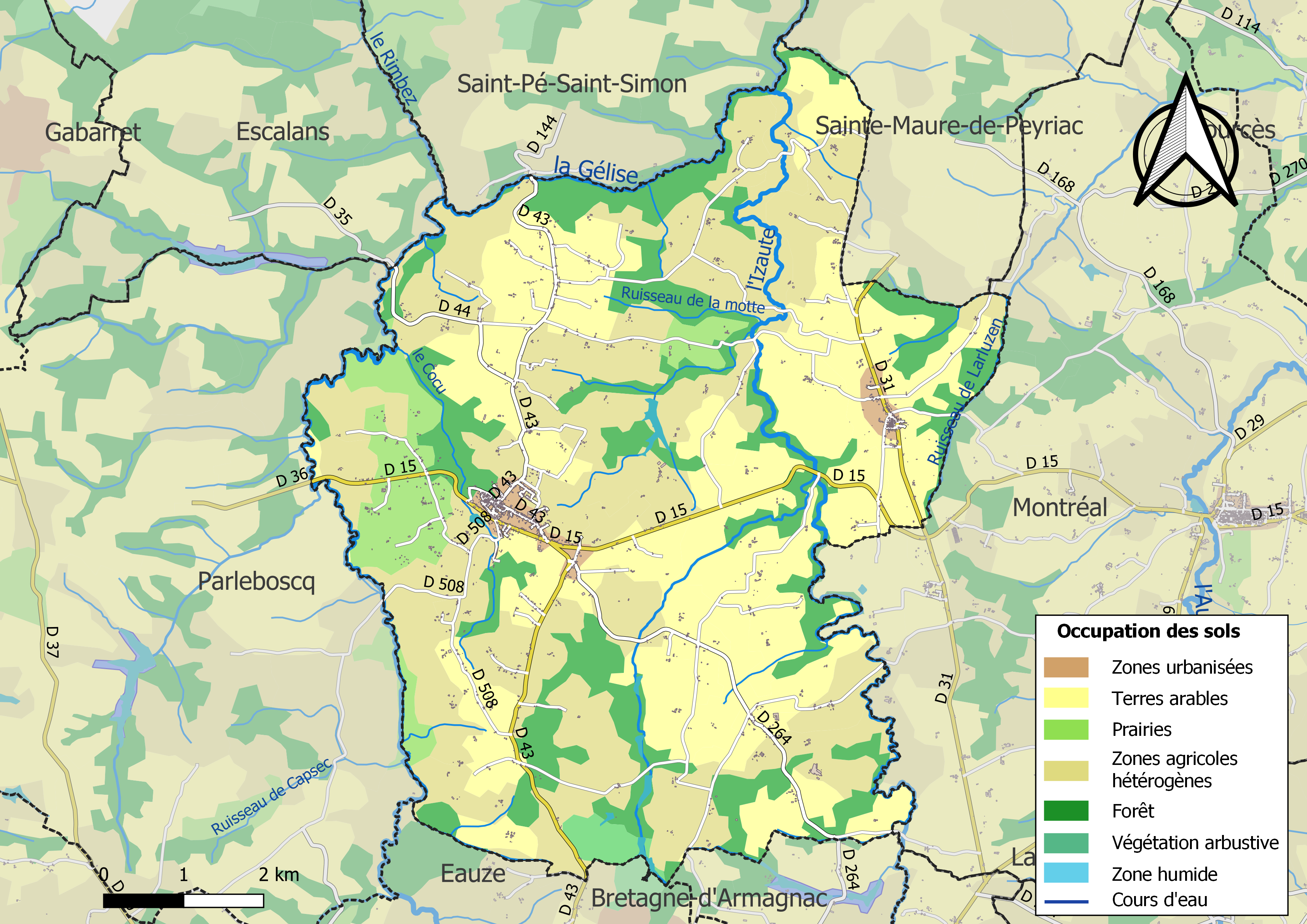
Kaart van de gemeente met de kernen Castelnau d'Auzan in het westen en Labarrère in het oosten